# فرنسيس هاكيت
فرنسيس هاكيت (بالإنجليزية: Francis Hackett)‏ هو كاتب سير وصحفي أيرلندي، ولد في 21 يناير 1883 في كيلكيني في جمهورية أيرلندا، وتوفي في 25 أبريل 1962.